# Mark Speich

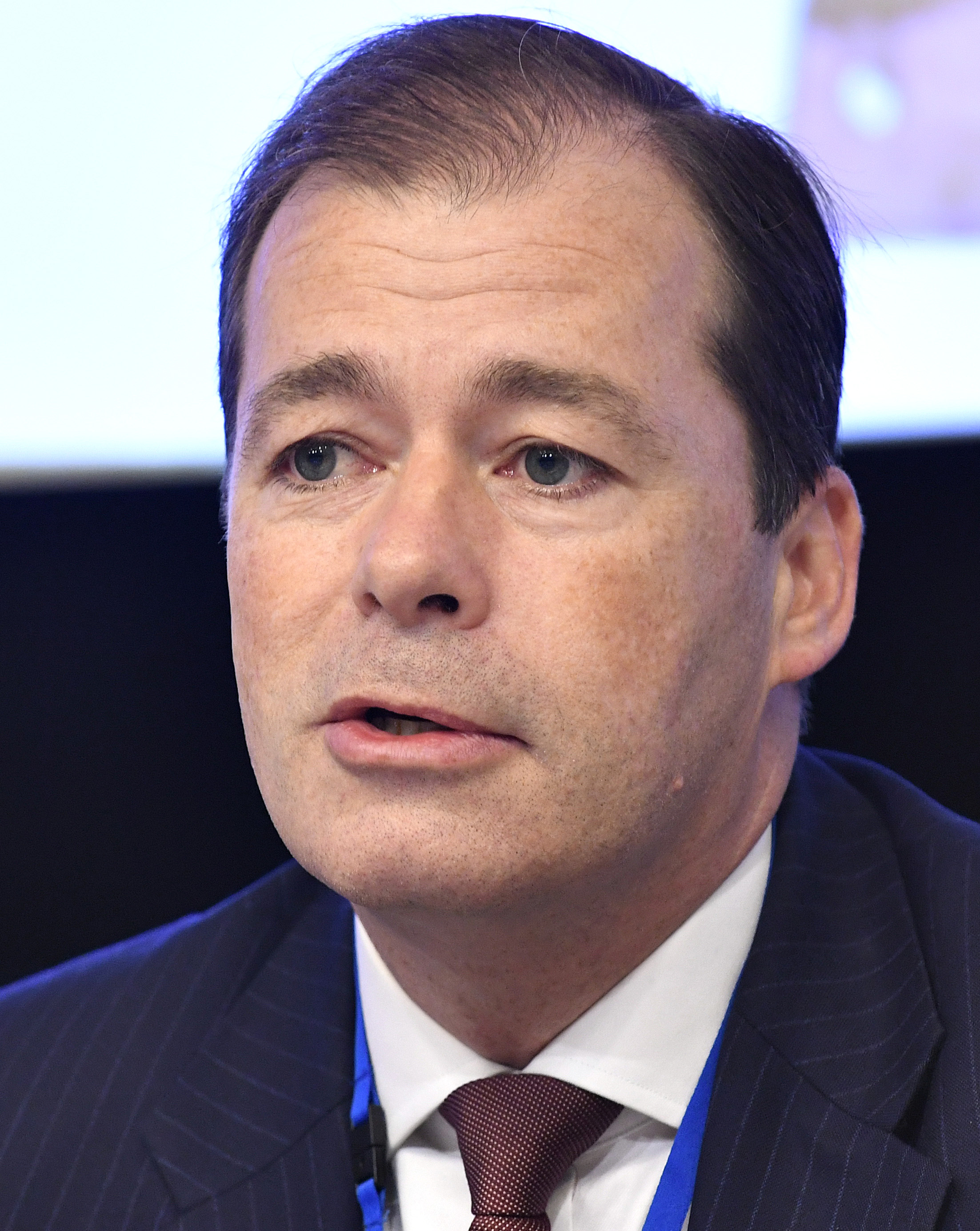
Mark Speich (2019)

Mark Speich (* 6. März 1970 in Bonn) ist ein deutscher politischer Beamter (CDU). Von 2017 bis 2025 war er Staatssekretär für Bundes- und Europaangelegenheiten sowie Internationales des Landes Nordrhein-Westfalen, von 2022 bis 2025 war er auch für Medien zuständig. Seit 2025 ist er Generalsekretär der Konrad-Adenauer-Stiftung.

## Leben
Nach seinem Abitur am Collegium Josephinum Bonn (1989) nahm Speich ein Studium der Zeitgeschichte, Politikwissenschaft und des Staatsrechts auf, welches er von 1990 bis 1994 an den Universitäten Bonn und Cambridge absolvierte. 1991 trat er in die CDU ein.
1995 war der Politikwissenschaftler als Referent im Büro für politische Beratung des CDU-Generalsekretärs Peter Hintze beschäftigt. Nachdem er von 1997 bis 1998 als persönlicher Referent des Rektors der Universität Bonn, Klaus Borchard, tätig war, wurde er 1999 Leiter des Bereichs Gesellschaft und Politik der Herbert-Quandt-Stiftung. 2001 wurde er an der Rheinischen Friedrich-Wilhelms-Universität Bonn mit einer Arbeit über Kai-Uwe von Hassel zum Dr. phil. promoviert. Von 2006 bis 2008 hatte Speich die Leitung der Planungsgruppe der CDU/CSU-Fraktion im Deutschen Bundestag inne, ehe er zum Geschäftsführer der Vodafone Stiftung Deutschland und des Vodafone Instituts für Gesellschaft und Kommunikation berufen wurde.
Am 1. September 2017 wurde Mark Speich im Zuge einer Bereichsumbildung des Kabinetts Laschet von Minister Stephan Holthoff-Pförtner berufen. Bis zum 4. September 2017 war er für Bundes- und Europaangelegenheiten, Internationales und Medien zuständig, seit 5. September für Bundes- und Europaangelegenheiten sowie Internationales im Geschäftsbereich des Ministerpräsidenten des Landes Nordrhein-Westfalen. Seit seiner Ernennung zum Staatssekretär ist er zudem Bevollmächtigter des Landes Nordrhein-Westfalen beim Bund. Ab dem 27. Oktober 2021 war er in der gleichen Funktion auch im Kabinett Wüst I tätig. Im Zuge der Bildung des Kabinetts Wüst II übernahm er zusätzlich die Zuständigkeit für den Bereich Medien. Ende Mai 2025 schied er aus dem Posten des Staatssekretärs in Nordrhein-Westfalen aus, ihm folgte Bernd Schulte nach.
Seit dem 1. Juli 2025 ist Speich als Nachfolger Michael Thielens Generalsekretär der Konrad-Adenauer-Stiftung.
Mark Speich ist verheiratet und Vater von fünf Kindern.

## Schriften (Auswahl)
- Kai-Uwe von Hassel: Eine politische Biographie. (Dissertation), Bonn, 2001.